# Chlorophorus luxatus
Chlorophorus luxatus är en skalbaggsart som först beskrevs av Francis Polkinghorne Pascoe 1869.  Chlorophorus luxatus ingår i släktet Chlorophorus och familjen långhorningar.
Artens utbredningsområde är Irian Jaya. Inga underarter finns listade i Catalogue of Life.